# Discografia di Post Malone
La discografia di Post Malone, cantante e rapper statunitense, comprende sei album in studio, due raccolte, un mixtape e oltre quaranta singoli.

## Album

### Album in studio
| Anno | Titolo | Classifiche | Classifiche | Classifiche | Classifiche | Classifiche | Classifiche | Classifiche | Classifiche | Classifiche | Classifiche | Certificazioni |
| Anno | Titolo | USA         | AUS         | CAN         | DNK         | GER         | ITA         | NLD         | NZL         | SWE         | UK          | Certificazioni |
| ---- | --- | ----------- | ----------- | ----------- | ----------- | ----------- | ----------- | ----------- | ----------- | ----------- | ----------- | --- |
| 2016 | Stoney - Pubblicato: 9 dicembre 2016 - Etichetta: Republic - Formati: CD, MC, LP, download digitale, streaming                        | 4           | 5           | 5           | 2           | 72          | 47          | 37          | 3           | 2           | 10          | - USA: Platino (5) - AUS: Platino (2) - CAN: Platino (6) - DNK: Platino (4) - GER: Oro - ITA: Platino - NZL: Platino (6) - SWE: Platino - UK: Platino (2)                    |
| 2018 | Beerbongs & Bentleys - Pubblicato: 27 aprile 2018 - Etichetta: Republic - Formati: CD, MC, LP, download digitale, streaming           | 1           | 1           | 1           | 1           | 4           | 6           | 1           | 1           | 1           | 1           | - USA: Platino (5) - AUS: Platino (3) - CAN: Platino (8) - DNK: Platino (6) - GER: Oro - ITA: Platino - NLD: Platino - NZL: Platino (7) - SWE: Platino (2) - UK: Platino (2) |
| 2019 | Hollywood's Bleeding - Pubblicato: 6 settembre 2019 - Etichetta: Republic - Formati: CD, MC, LP, download digitale, streaming         | 1           | 1           | 1           | 1           | 7           | 3           | 1           | 1           | 3           | 1           | - USA: Platino (4) - AUS: Platino (2) - CAN: Platino (8) - DNK: Platino (5) - GER: Oro - ITA: Platino (2) - NZL: Platino (5) - UK: Platino (2)                               |
| 2022 | Twelve Carat Toothache - Pubblicato: 3 giugno 2022 - Etichetta: Mercury, Republic - Formati: CD, MC, LP, download digitale, streaming | 2           | 2           | 1           | 2           | 10          | 11          | 2           | 2           | 3           | 3           | - CAN: Platino - DNK: Platino - NZL: Platino - SWE: Oro - UK: Oro |
| 2023 | Austin - Pubblicato: 28 luglio 2023 - Etichetta: Mercury, Republic - Formati: CD, MC, LP, download digitale, streaming                | 2           | 2           | 4           | 3           | 4           | 8           | 2           | 3           | 3           | 3           | - NLD: Oro - NZL: Oro - UK: Argento |
| 2024 | F-1 Trillion - Pubblicato: 16 agosto 2024 - Etichetta: Mercury, Republic - Formati: CD, MC, LP, download digitale, streaming          | 1           | 2           | 1           | 4           | 5           | 24          | 1           | 1           | 3           | 1           | - NZL: Oro - UK: Oro |

### Raccolte
| Anno                                                         | Titolo | Classifiche | Classifiche | Classifiche | Classifiche | Classifiche | Classifiche | Classifiche | Certificazioni               |
| Anno                                                         | Titolo | USA         | AUS         | CAN         | GER         | NLD         | NZL         | UK          | Certificazioni               |
| ------------------------------------------------------------ | --- | ----------- | ----------- | ----------- | ----------- | ----------- | ----------- | ----------- | ---------------------------- |
| 2023                                                         | The Diamond Collection - Pubblicato: 21 aprile 2023 - Etichetta: Mercury, Republic - Formati: CD, MC, LP, download digitale, streaming | —           | 16          | 11          | —           | —           | 4           | 15          | - NZL: Platino - UK: Platino |
| 2025                                                         | Tribute to Nirvana - Pubblicato: 12 aprile 2025 - Etichetta: Mercury, Republic - Formati: LP                                           | 106         | —           | —           | 37          | 46          | —           | —           |                              |
| "—" indica una pubblicazione non classificata in quel Paese. | |             |             |             |             |             |             |             |                              |

## Mixtape
| Anno | Titolo                                                                                                 |
| ---- | --- |
| 2016 | August 26th - Pubblicato: 12 maggio 2016 - Etichetta: Republic - Formati: download digitale, streaming |

## Singoli

### Come artista principale
| Anno                                                         | Titolo                                       | Classifiche | Classifiche | Classifiche | Classifiche | Classifiche | Classifiche | Classifiche | Classifiche | Classifiche | Classifiche | Certificazioni | Album                             |
| Anno                                                         | Titolo                                       | USA         | AUS         | CAN         | DNK         | GER         | ITA         | NLD         | NZL         | SWE         | UK          | Certificazioni | Album                             |
| ------------------------------------------------------------ | -------------------------------------------- | ----------- | ----------- | ----------- | ----------- | ----------- | ----------- | ----------- | ----------- | ----------- | ----------- | --- | --------------------------------- |
| 2015                                                         | White Iverson                                | 14          | —           | 41          | —           | —           | —           | —           | —           | —           | —           | - USA: Diamante - AUS: Platino (4) - CAN: Platino (7) - DNK: Platino - GER: Oro - ITA: Oro - NZL: Platino (3) - UK: Platino                                                             | Stoney                            |
| 2015                                                         | Too Young                                    | —           | —           | —           | —           | —           | —           | —           | —           | —           | —           | - USA: Platino (2) - AUS: Platino - CAN: Platino (2) - NZL: Oro - UK: Argento | Stoney                            |
| 2016                                                         | Go Flex                                      | 76          | —           | 74          | —           | —           | —           | —           | —           | 54          | 100         | - USA: Platino (6) - AUS: Platino (5) - CAN: Platino (7) - DNK: Platino - GER: Oro - ITA: Oro - NZL: Platino (4) - SWE: Platino (2) - UK: Platino                                       | Stoney                            |
| 2016                                                         | Deja Vu (feat. Justin Bieber)                | 75          | —           | 43          | —           | —           | —           | —           | —           | —           | 63          | - USA: Platino - AUS: Platino (2) - CAN: Platino (2) - NZL: Platino (2) - UK: Argento                                                                                                   | Stoney                            |
| 2017                                                         | Congratulations (feat. Quavo)                | 8           | 30          | 14          | 39          | 88          | —           | 80          | 21          | 34          | 26          | - USA: Platino (14) - AUS: Platino (10) - CAN: Diamante (2) - DNK: Platino - GER: Oro - ITA: Platino - NZL: Platino (6) - SWE: Platino (3) - UK: Platino (2)                            | Stoney                            |
| 2017                                                         | Rockstar (feat. 21 Savage)                   | 1           | 1           | 1           | 1           | 2           | 2           | 2           | 1           | 1           | 1           | - USA: Diamante - AUS: Platino (14) - CAN: Diamante - DNK: Platino (4) - GER: Platino (3) - ITA: Platino (4) - NLD: Platino (4) - NZL: Platino (9) - SWE: Platino (7) - UK: Platino (4) | Beerbongs & Bentleys              |
| 2017                                                         | Candy Paint                                  | 34          | 19          | 27          | 18          | —           | —           | 82          | 6           | 39          | 65          | - USA: Platino (3) - AUS: Platino (5) - CAN: Platino (6) - DNK: Platino - ITA: Oro - NLD: Oro - NZL: Platino (4) - SWE: Platino - UK: Platino                                           | Beerbongs & Bentleys              |
| 2017                                                         | I Fall Apart                                 | 16          | 2           | 20          | 36          | 84          | —           | 73          | 1           | 16          | 19          | - USA: Diamante - AUS: Platino (13) - CAN: Platino (9) - DNK: Platino - GER: Oro - NZL: Platino (8) - SWE: Platino (2) - UK: Platino (3)                                                | Stoney                            |
| 2018                                                         | Psycho (feat. Ty Dolla Sign)                 | 1           | 1           | 1           | 2           | 6           | 18          | 8           | 2           | 1           | 4           | - USA: Diamante - AUS: Platino (9) - CAN: Diamante - DNK: Platino (2) - GER: Oro - ITA: Platino - NLD: Platino - NZL: Platino (5) - SWE: Platino - UK: Platino (2)                      | Beerbongs & Bentleys              |
| 2018                                                         | Ball for Me (feat. Nicki Minaj)              | 16          | 14          | 7           | —           | 73          | 92          | 61          | —           | 47          | 70          | - USA: Platino (3) - AUS: Platino (2) - CAN: Platino (4) - NZL: Platino - UK: Oro | Beerbongs & Bentleys              |
| 2018                                                         | Better Now                                   | 3           | 2           | 3           | 3           | 11          | 42          | 5           | 1           | 1           | 6           | - USA: Diamante - AUS: Platino (10) - CAN: Diamante - DNK: Platino (3) - GER: Platino - ITA: Platino - NLD: Platino (2) - NZL: Platino (6) - SWE: Platino - UK: Platino (3)             | Beerbongs & Bentleys              |
| 2018                                                         | Sunflower (con Swae Lee)                     | 1           | 1           | 1           | 3           | 36          | 33          | 33          | 1           | 4           | 3           | - USA: Diamante (2) - AUS: Platino (18) - CAN: Diamante - DNK: Platino (3) - GER: Platino - ITA: Platino (2) - NZL: Platino (10) - UK: Platino (5)                                      | Spider-Man: Into the Spider-Verse |
| 2018                                                         | Wow                                          | 2           | 2           | 3           | 2           | 16          | 15          | 21          | 1           | 2           | 3           | - USA: Diamante - AUS: Platino (9) - CAN: Diamante - DNK: Platino (2) - GER: Oro - ITA: Platino - NZL: Platino (5) - UK: Platino (3)                                                    | Hollywood's Bleeding              |
| 2019                                                         | Goodbyes (feat. Young Thug)                  | 3           | 5           | 5           | 7           | 16          | 41          | 5           | 5           | 4           | 5           | - USA: Platino (3) - AUS: Platino (5) - CAN: Platino (7) - DNK: Platino - ITA: Platino - NZL: Platino (3) - UK: Platino                                                                 | Hollywood's Bleeding              |
| 2019                                                         | Circles                                      | 1           | 2           | 2           | 3           | 17          | 20          | 4           | 1           | 7           | 3           | - USA: Diamante - AUS: Platino (13) - CAN: Diamante - DNK: Platino (3) - GER: Oro - ITA: Platino (2) - NZL: Platino (7) - UK: Platino (3)                                               | Hollywood's Bleeding              |
| 2019                                                         | Enemies (feat. DaBaby)                       | 16          | 28          | 15          | 25          | —           | 59          | 32          | 37          | 32          | —           | - USA: Platino - AUS: Platino - CAN: Platino (3) - NZL: Platino - UK: Argento | Hollywood's Bleeding              |
| 2019                                                         | Allergic                                     | 37          | 45          | 39          | —           | —           | 99          | 56          | —           | 55          | —           | - USA: Platino - AUS: Oro - CAN: Platino | Hollywood's Bleeding              |
| 2019                                                         | Take What You Want (feat. Ozzy Osbourne)     | 8           | 30          | 8           | 19          | —           | 44          | 37          | 30          | 24          | 22          | - USA: Platino (2) - AUS: Platino - CAN: Platino (5) - DNK: Oro - ITA: Oro - NZL: Platino - UK: Platino                                                                                 | Hollywood's Bleeding              |
| 2020                                                         | Saint-Tropez                                 | 18          | 19          | 10          | 15          | 43          | 46          | 23          | 17          | 10          | 52          | - USA: Platino - AUS: Platino - CAN: Platino (2) - DNK: Oro - NZL: Platino - UK: Argento                                                                                                | Hollywood's Bleeding              |
| 2021                                                         | Only Wanna Be with You (Pokémon 25 Version)  | 74          | —           | 58          | —           | —           | —           | —           | —           | 33          | 76          | | Pokémon 25: The Album             |
| 2021                                                         | Life's a Mess II (con Juice Wrld e Clever)   | 97          | —           | 68          | —           | —           | —           | —           | —           | —           | —           | | Crazy                             |
| 2021                                                         | Mötley Crew                                  | 13          | 19          | 9           | 29          | 33          | —           | 73          | 28          | 37          | 31          | - AUS: Platino - CAN: Platino (2) - NZL: Oro - UK: Argento | /                                 |
| 2021                                                         | One Right Now (con The Weeknd)               | 6           | 9           | 7           | 12          | 45          | 64          | 47          | 19          | 11          | 20          | - AUS: Platino (2) - CAN: Platino (3) - DNK: Oro - ITA: Oro - NZL: Platino - SWE: Platino - UK: Oro                                                                                     | Twelve Carat Toothache            |
| 2022                                                         | Cooped Up (feat. Roddy Ricch)                | 12          | 10          | 10          | 21          | 54          | —           | 70          | 8           | 26          | 18          | - AUS: Platino - CAN: Platino - NZL: Platino - UK: Argento | Twelve Carat Toothache            |
| 2022                                                         | I Like You (a Happier Song) (feat. Doja Cat) | 3           | 7           | 5           | 15          | 59          | 86          | 44          | 6           | 23          | 19          | - AUS: Platino (4) - CAN: Platino (3) - DNK: Oro - ITA: Oro - NZL: Platino (2) - SWE: Oro - UK: Oro                                                                                     | Twelve Carat Toothache            |
| 2023                                                         | Chemical                                     | 13          | 13          | 8           | 16          | 24          | 93          | 12          | 15          | 11          | 11          | - AUS: Platino (2) - DNK: Oro - GER: Oro - ITA: Oro - NZL: Platino - UK: Platino | Austin                            |
| 2023                                                         | Mourning                                     | 36          | 50          | 40          | —           | —           | —           | 78          | 31          | 55          | 35          | - AUS: Oro - NZL: Oro | Austin                            |
| 2023                                                         | Overdrive                                    | 47          | —           | 44          | —           | —           | —           | —           | —           | 50          | 45          | | Austin                            |
| 2023                                                         | Dial Drunk (con Noah Kahan)                  | 25          | 45          | 12          | —           | —           | —           | —           | 26          | —           | 32          | - USA: Platino - CAN: Platino (2) - UK: Argento | Stick Season (Forever)            |
| 2023                                                         | Enough Is Enough                             | 56          | —           | 52          | —           | —           | —           | 95          | —           | 36          | 52          | - AUS: Oro | Austin                            |
| 2024                                                         | I Had Some Help (feat. Morgan Wallen)        | 1           | 1           | 1           | 4           | 35          | —           | 16          | 2           | 3           | 2           | - AUS: Platino (4) - DNK: Platino - NZL: Platino (2) - UK: Platino (2) | F1-Trillion                       |
| 2024                                                         | Pour Me a Drink (feat. Blake Shelton)        | 12          | 33          | 12          | —           | —           | —           | —           | 37          | 46          | 34          | - USA: Platino - NZL: Oro - UK: Argento | F1-Trillion                       |
| 2024                                                         | Guy for That (feat. Luke Combs)              | 17          | 18          | 14          | —           | —           | —           | 99          | 20          | 38          | 25          | - NZL: Oro - UK: Argento | F1-Trillion                       |
| 2024                                                         | What Don't Belong to Me                      | —           | —           | —           | —           | —           | —           | —           | —           | —           | —           | | F1-Trillion                       |
| 2025                                                         | Losers (feat. Jelly Roll)                    | —           | —           | —           | —           | —           | —           | —           | —           | —           | —           | | F1-Trillion                       |
| 2025                                                         | I Ain't Comin' Back (con Morgan Wallen)      | 8           | —           | 14          | —           | —           | —           | —           | —           | —           | 50          | | I'm the Problem                   |
| "—" indica una pubblicazione non classificata in quel Paese. |                                              |             |             |             |             |             |             |             |             |             |             | |                                   |

### Come artista ospite
| Anno                                                         | Titolo                                                                         | Classifiche | Classifiche | Classifiche | Classifiche | Classifiche | Classifiche | Classifiche | Classifiche | Classifiche | Classifiche | Certificazioni | Album                         |
| Anno                                                         | Titolo                                                                         | USA         | AUS         | CAN         | DNK         | GER         | ITA         | NLD         | NZL         | SWE         | UK          | Certificazioni | Album                         |
| ------------------------------------------------------------ | ------------------------------------------------------------------------------ | ----------- | ----------- | ----------- | ----------- | ----------- | ----------- | ----------- | ----------- | ----------- | ----------- | --- | ----------------------------- |
| 2017                                                         | Burning Man (Watt feat. Post Malone)                                           | —           | —           | —           | —           | —           | —           | —           | —           | —           | —           | | XXX: Return of Xander Cage    |
| 2017                                                         | Homemade Dynamite (Remix) (Lorde feat. Khalid, Post Malone & SZA)              | 92          | 23          | 54          | —           | —           | —           | 92          | 20          | 84          | —           | - AUS: Platino (2) - CAN: Platino - NZL: Platino                                                                        | Melodrama                     |
| 2018                                                         | You (Neptune feat. Post Malone)                                                | —           | —           | —           | —           | —           | —           | —           | —           | —           | —           | | You                           |
| 2018                                                         | Jackie Chan (Tiësto e Dzeko feat. Preme & Post Malone)                         | 52          | 13          | 7           | 6           | 25          | 18          | 7           | 7           | 20          | 5           | - USA: Platino - AUS: Platino - CAN: Platino (3) - DNK: Platino - NZL: Platino (3) - SWE: Platino (2) - UK: Platino (2) | The London Sessions           |
| 2019                                                         | Writing on the Wall (French Montana feat. Post Malone, Cardi B & Rvssian)      | 56          | 43          | 18          | —           | —           | —           | —           | —           | 40          | 44          | - USA: Oro - CAN: Oro                                                                                                   | Montana                       |
| 2020                                                         | It's a Raid (Ozzy Osbourne feat. Post Malone)                                  | —           | —           | —           | —           | —           | —           | —           | —           | —           | —           | | Ordinary Man                  |
| 2020                                                         | Tommy Lee (Tyla Yaweh feat. Post Malone)                                       | 65          | 93          | 37          | —           | —           | —           | —           | —           | 92          | 56          | - USA: Platino - CAN: Platino - NZL: Oro                                                                                | /                             |
| 2020                                                         | Tap In (Saweetie feat. Post Malone, DaBaby & Jack Harlow)                      | —           | —           | —           | —           | —           | —           | —           | —           | —           | —           | | Pretty Bitch Music            |
| 2020                                                         | Wolves (Big Sean feat. Post Malone)                                            | 65          | —           | 56          | —           | —           | —           | —           | —           | —           | —           | - USA: Platino - NZL: Oro                                                                                               | Detroit 2                     |
| 2020                                                         | Spicy (Ty Dolla Sign feat. Post Malone)                                        | 53          | 68          | 29          | —           | 92          | —           | 97          | —           | 100         | 71          | - NZL: Platino | Featuring Ty Dolla Sign       |
| 2021                                                         | I Did It (DJ Khaled feat. Post Malone, Megan Thee Stallion, Lil Baby & DaBaby) | 43          | 99          | 22          | —           | —           | —           | —           | —           | 50          | 43          | - USA: Oro | Khaled Khaled                 |
| 2023                                                         | Pickup Man (Joe Diffie feat. Post Malone)                                      | —           | —           | 80          | —           | —           | —           | —           | —           | —           | —           | | /                             |
| 2024                                                         | Fortnight (Taylor Swift feat. Post Malone)                                     | 1           | 1           | 1           | 2           | 2           | 22          | 8           | 1           | 4           | 1           | - AUS: Platino (2) - DNK: Oro - GER: Oro - ITA: Oro - NZL: Platino - UK: Platino                                        | The Tortured Poets Department |
| "—" indica una pubblicazione non classificata in quel Paese. |                                                                                |             |             |             |             |             |             |             |             |             |             | |                               |

## Altri brani entrati in classifica
| Anno                                                         | Titolo                                                 | Classifiche | Classifiche | Classifiche | Classifiche | Classifiche | Classifiche | Classifiche | Classifiche | Classifiche | Classifiche | Certificazioni                                                                                      | Album di provenienza   |
| Anno                                                         | Titolo                                                 | USA         | AUS         | CAN         | DNK         | GER         | ITA         | NLD         | NZL         | SWE         | UK          | Certificazioni                                                                                      | Album di provenienza   |
| ------------------------------------------------------------ | ------------------------------------------------------ | ----------- | ----------- | ----------- | ----------- | ----------- | ----------- | ----------- | ----------- | ----------- | ----------- | --------------------------------------------------------------------------------------------------- | ---------------------- |
| 2016                                                         | No Option                                              | 118         | —           | —           | —           | —           | —           | —           | —           | —           | —           | - USA: Platino - CAN: Platino (2) - NZL: Platino - UK: Argento                                      | Stoney                 |
| 2016                                                         | Patient                                                | —           | —           | 97          | —           | —           | —           | —           | —           | —           | —           | - USA: Platino - AUS: Platino - CAN: Platino - NZL: Oro - UK: Argento                               | Stoney                 |
| 2018                                                         | Notice Me (Migos feat. Post Malone)                    | 52          | 35          | —           | —           | —           | —           | —           | —           | —           | —           | - USA: Platino - CAN: Oro - NZL: Oro                                                                | Culture II             |
| 2018                                                         | Paranoid                                               | 11          | 10          | 6           | 10          | 51          | 60          | 33          | 7           | 16          | 11          | - USA: Platino - AUS: Platino - CAN: Platino (2) - DNK: Oro - NZL: Platino - UK: Oro                | Beerbongs & Bentleys   |
| 2018                                                         | Spoil My Night (feat. Swae Lee)                        | 15          | 19          | 12          | 26          | 69          | 96          | 43          | —           | 32          | —           | - USA: Platino - AUS: Platino - CAN: Platino (2) - NZL: Oro - UK: Argento                           | Beerbongs & Bentleys   |
| 2018                                                         | Rich & Sad                                             | 14          | 21          | 13          | 31          | 82          | —           | 54          | 26          | 31          | —           | - USA: Platino - AUS: Platino - CAN: Platino (2) - NZL: Platino - UK: Argento                       | Beerbongs & Bentleys   |
| 2018                                                         | Over Now                                               | 24          | 27          | 20          | —           | 93          | —           | 60          | —           | 34          | —           | - USA: Platino - AUS: Platino - CAN: Platino (2) - NZL: Oro - UK: Oro                               | Beerbongs & Bentleys   |
| 2018                                                         | Zack and Codeine                                       | 23          | 32          | 17          | —           | —           | —           | 63          | —           | 54          | —           | - USA: Platino - AUS: Platino - CAN: Platino - NZL: Oro - UK: Argento                               | Beerbongs & Bentleys   |
| 2018                                                         | Same Bitches (feat. G-Eazy & YG)                       | 20          | 25          | 18          | 37          | 74          | —           | 65          | —           | 57          | —           | - USA: Platino - AUS: Platino - CAN: Platino (2) - NZL: Oro - UK: Argento                           | Beerbongs & Bentleys   |
| 2018                                                         | Stay                                                   | 17          | 30          | 15          | 38          | —           | —           | 66          | 20          | 46          | —           | - USA: Platino - AUS: Platino (2) - CAN: Platino (3) - DNK: Oro - NZL: Oro - UK: Oro                | Beerbongs & Bentleys   |
| 2018                                                         | Takin' Shots                                           | 29          | 36          | 22          | —           | —           | —           | 72          | —           | 52          | —           | - USA: Platino - AUS: Oro - CAN: Platino - NZL: Oro - UK: Argento                                   | Beerbongs & Bentleys   |
| 2018                                                         | Otherside                                              | 46          | 41          | 30          | —           | —           | —           | 79          | —           | 60          | —           | - USA: Platino - AUS: Oro - CAN: Platino - NZL: Oro - UK: Argento                                   | Beerbongs & Bentleys   |
| 2018                                                         | 92 Explorer                                            | 40          | 44          | 26          | —           | —           | —           | 86          | —           | 63          | —           | - USA: Platino (2) - AUS: Platino - CAN: Platino (2) - NZL: Platino - UK: Argento                   | Beerbongs & Bentleys   |
| 2018                                                         | Blame It on Me                                         | 47          | 43          | 32          | —           | —           | —           | 94          | —           | 72          | —           | - USA: Platino - AUS: Oro - CAN: Platino - NZL: Oro - UK: Argento                                   | Beerbongs & Bentleys   |
| 2018                                                         | Sugar Wraith                                           | 57          | 58          | 44          | —           | —           | —           | —           | —           | 77          | —           | - USA: Platino - AUS: Oro - CAN: Platino - NZL: Oro - UK: Argento                                   | Beerbongs & Bentleys   |
| 2018                                                         | Jonestown (Interlude)                                  | 73          | —           | 57          | —           | —           | —           | —           | —           | —           | —           | - CAN: Oro                                                                                          | Beerbongs & Bentleys   |
| 2018                                                         | All My Friends (21 Savage feat. Post Malone)           | 67          | —           | 73          | —           | —           | —           | —           | —           | —           | —           | | I Am > I Was           |
| 2019                                                         | Celebrate (DJ Khaled feat. Travis Scott & Post Malone) | 52          | —           | 37          | —           | —           | —           | —           | —           | —           | —           | - USA: Oro                                                                                          | Father of Asahd        |
| 2019                                                         | Hollywood's Bleeding                                   | 15          | 17          | 12          | 6           | —           | —           | 20          | 18          | 12          | 11          | - USA: Platino - AUS: Platino - CAN: Platino (2) - DNK: Platino - ITA: Oro - NZL: Platino - UK: Oro | Hollywood's Bleeding   |
| 2019                                                         | A Thousand Bad Times                                   | 29          | 39          | 29          | 33          | —           | 84          | 44          | —           | 43          | —           | - USA: Platino - AUS: Oro - CAN: Platino - NZL: Oro - UK: Argento                                   | Hollywood's Bleeding   |
| 2019                                                         | Die for Me (feat. Future & Halsey)                     | 20          | 23          | 21          | 30          | —           | 63          | 38          | —           | 39          | —           | - USA: Platino - AUS: Platino - CAN: Platino (2) - NZL: Oro - UK: Argento                           | Hollywood's Bleeding   |
| 2019                                                         | On the Road (feat. Meek Mill & Lil Baby)               | 22          | 35          | 22          | 36          | —           | 82          | 41          | —           | 47          | —           | - USA: Platino - AUS: Platino - CAN: Platino (2)                                                    | Hollywood's Bleeding   |
| 2019                                                         | I'm Gonna Be                                           | 33          | 54          | 35          | —           | —           | —           | 65          | —           | 69          | —           | - USA: Platino - AUS: Oro - CAN: Platino                                                            | Hollywood's Bleeding   |
| 2019                                                         | Staring at the Sun (feat. SZA)                         | 34          | 48          | 38          | —           | —           | —           | 70          | —           | 71          | —           | - USA: Platino - AUS: Oro - CAN: Platino                                                            | Hollywood's Bleeding   |
| 2019                                                         | Internet                                               | 58          | 77          | 53          | —           | —           | —           | 91          | —           | —           | —           | - CAN: Oro                                                                                          | Hollywood's Bleeding   |
| 2019                                                         | Myself                                                 | 52          | 71          | 47          | —           | —           | —           | 85          | —           | 89          | —           | - AUS: Oro - CAN: Platino                                                                           | Hollywood's Bleeding   |
| 2019                                                         | I Know                                                 | 53          | 76          | 52          | —           | —           | —           | 80          | —           | 96          | —           | - AUS: Oro - CAN: Oro                                                                               | Hollywood's Bleeding   |
| 2021                                                         | Livin It Up (con Young Thug e ASAP Rocky)              | 68          | —           | 62          | —           | —           | —           | —           | —           | —           | —           | - NZL: Oro                                                                                          | Punk                   |
| 2022                                                         | Reputation                                             | 54          | —           | 43          | —           | —           | —           | —           | —           | —           | —           | | Twelve Carat Toothache |
| 2022                                                         | Lemon Tree                                             | 53          | —           | 35          | —           | —           | —           | —           | —           | —           | 40          | | Twelve Carat Toothache |
| 2022                                                         | Wrapped Around Your Finger                             | 47          | —           | 38          | —           | —           | —           | —           | —           | —           | —           | | Twelve Carat Toothache |
| 2022                                                         | I Cannot Be (A Sadder Song) (feat. Gunna)              | 46          | —           | 34          | —           | —           | —           | —           | —           | —           | —           | | Twelve Carat Toothache |
| 2022                                                         | Insane                                                 | 62          | —           | 52          | —           | —           | —           | —           | —           | —           | —           | | Twelve Carat Toothache |
| 2022                                                         | Love/Hate Letter to Alcohol (feat. Fleet Foxes)        | 70          | —           | 55          | —           | —           | —           | —           | —           | —           | —           | | Twelve Carat Toothache |
| 2022                                                         | Wasting Angels (feat. The Kid Laroi)                   | 56          | 30          | 30          | —           | —           | —           | —           | —           | 89          | —           | | Twelve Carat Toothache |
| 2022                                                         | Euthanasia                                             | 100         | —           | 87          | —           | —           | —           | —           | —           | —           | —           | | Twelve Carat Toothache |
| 2022                                                         | When I'm Alone                                         | 97          | —           | 86          | —           | —           | —           | —           | —           | —           | —           | | Twelve Carat Toothache |
| 2022                                                         | Waiting for a Miracle                                  | 112         | —           | —           | —           | —           | —           | —           | —           | —           | —           | | Twelve Carat Toothache |
| 2022                                                         | New Recording 12, Jan 3, 2020                          | 124         | —           | —           | —           | —           | —           | —           | —           | —           | —           | | Twelve Carat Toothache |
| 2023                                                         | Don't Understand                                       | 88          | —           | 78          | —           | —           | —           | —           | —           | —           | —           | | Austin                 |
| 2023                                                         | Something Real                                         | 67          | —           | 62          | —           | —           | —           | —           | —           | —           | —           | | Austin                 |
| 2023                                                         | Novacandy                                              | 90          | —           | 81          | —           | —           | —           | —           | —           | —           | —           | | Austin                 |
| 2023                                                         | Too Cool to Die                                        | 87          | —           | 74          | —           | —           | —           | —           | —           | —           | —           | | Austin                 |
| 2023                                                         | Sign Me Up                                             | —           | —           | 90          | —           | —           | —           | —           | —           | —           | —           | | Austin                 |
| 2023                                                         | Socialite                                              | —           | —           | 93          | —           | —           | —           | —           | —           | —           | —           | | Austin                 |
| 2023                                                         | Speedometer                                            | —           | —           | —           | —           | —           | —           | —           | —           | —           | —           | | Austin                 |
| 2023                                                         | Hold My Breath                                         | —           | —           | —           | —           | —           | —           | —           | —           | —           | —           | | Austin                 |
| 2023                                                         | Texas Tea                                              | —           | —           | —           | —           | —           | —           | —           | —           | —           | —           | | Austin                 |
| 2023                                                         | Buyer Beware                                           | —           | —           | —           | —           | —           | —           | —           | —           | —           | —           | | Austin                 |
| 2023                                                         | Landmine                                               | —           | —           | —           | —           | —           | —           | —           | —           | —           | —           | | Austin                 |
| 2023                                                         | Laugh It Off                                           | —           | —           | —           | —           | —           | —           | —           | —           | —           | —           | | Austin                 |
| 2024                                                         | Levii's Jeans (con Beyoncé)                            | 16          | —           | 41          | —           | —           | —           | —           | —           | —           | —           | | Cowboy Carter          |
| "—" indica una pubblicazione non classificata in quel Paese. |                                                        |             |             |             |             |             |             |             |             |             |             | |                        |